# Peromyia bipuncta
Peromyia bipuncta är en tvåvingeart som beskrevs av Jaschhof 2001. Peromyia bipuncta ingår i släktet Peromyia och familjen gallmyggor. Inga underarter finns listade i Catalogue of Life.